# La Estrella (Toledo)
La Estrella ist ein Ort und eine zentralspanische Gemeinde (municipio) mit 267 Einwohnern (Stand: 2024) in der Provinz Toledo in der Autonomen Gemeinschaft Kastilien-La Mancha. 

## Lage und Klima
La Estrella liegt am Nordrand der Montes de Toledo gut 100 km (Fahrtstrecke) westsüdwestlich von Toledo in einer Höhe von ca. 555 m. Das Klima im Winter ist rau, im Sommer dagegen trocken und warm; der Regen (686 mm/Jahr) fällt – mit Ausnahme der trockenen Sommermonate – übers Jahr verteilt.

## Bevölkerungsentwicklung
| Jahr      | 1970 | 1981 | 1991 | 2001 | 2011 | 2021 |
| Einwohner | 1169 | 769  | 499  | 399  | 311  | 205  |

Aufgrund der Mechanisierung der Landwirtschaft und der Aufgabe von bäuerlichen Kleinbetrieben ist die Einwohnerzahl der Gemeinde seit der Mitte des 20. Jahrhunderts zurückgegangen.

## Sehenswürdigkeiten

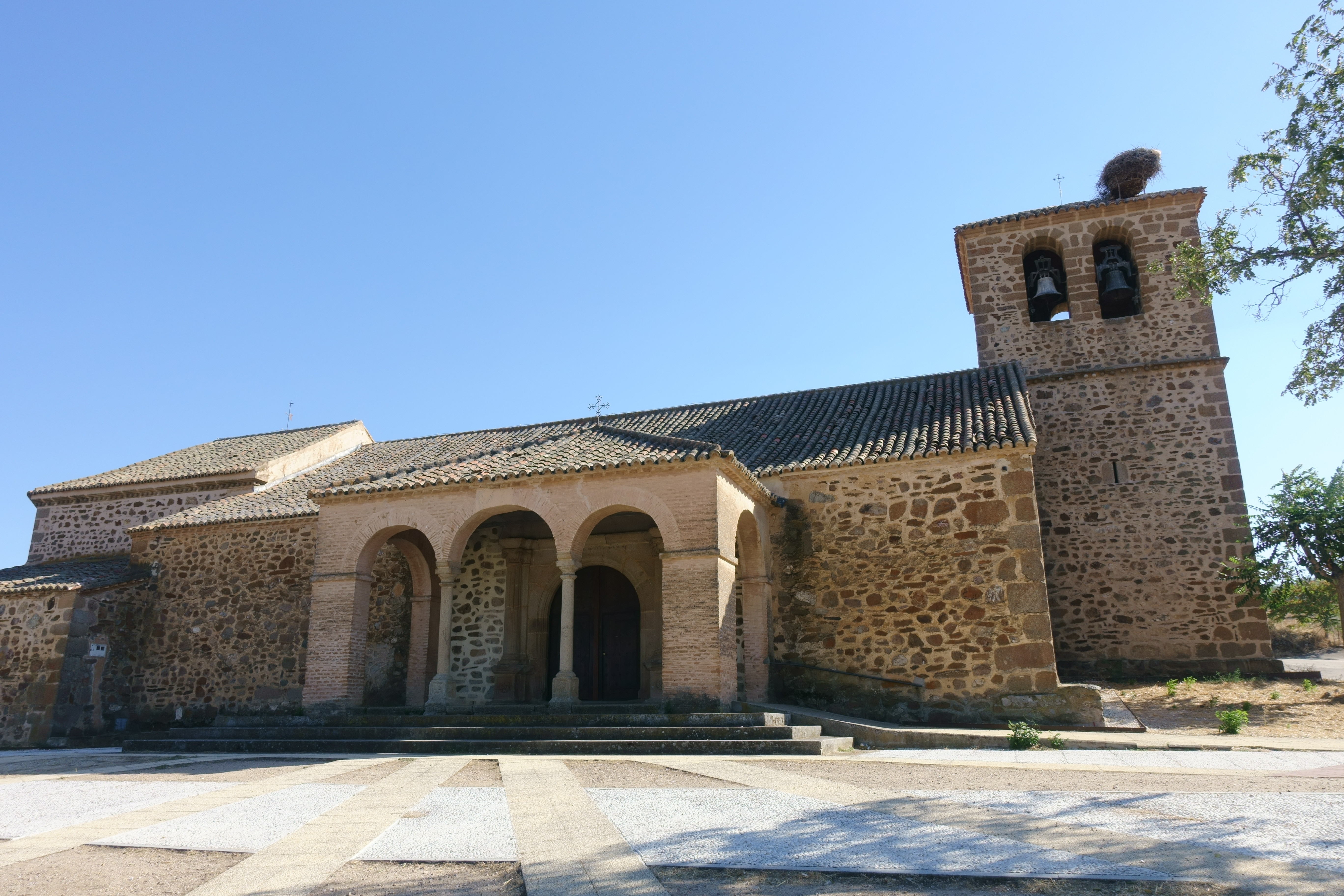
Kirche Mariä Himmelfahrt
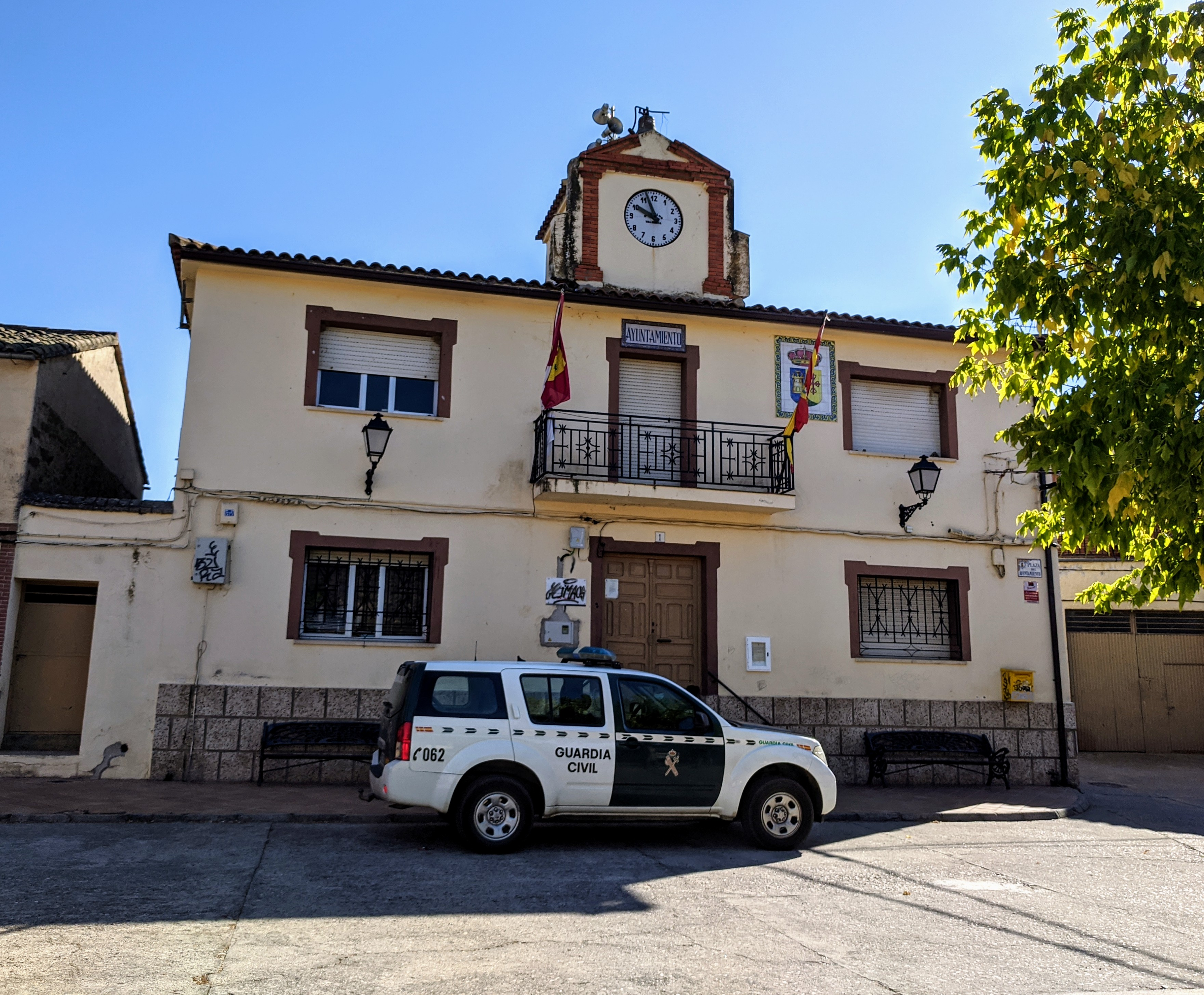
Rathaus

- Kirche Mariä Himmelfahrt
- Rathaus